# Józef Bober
Józef Bober (ur. 7 października 1941, zm. 28 kwietnia 2021 w Lubinie) – polski działacz państwowy i samorządowiec, w latach 1977–1981 prezydent Lubina, w latach 1982–1990 wicewojewoda legnicki, w latach 1998–2002 starosta lubiński.

## Życiorys
Syn Franciszka i Walerii. Zdobył wykształcenie wyższe. Pomiędzy 1977 a 1981 zajmował stanowisko prezydenta Lubina, następnie do roku 1990 pełnił funkcję wicewojewody legnickiego. W III RP zaangażował się w działalność polityczną w ramach Sojuszu Lewicy Demokratycznej, wchodził w skład jego lokalnych władz. Kierował także Fundacją Zdrowia Zagłębia Miedziowego w Lubinie. W latach 1997–1998 szefował Legnickiej Specjalnej Strefie Ekonomicznej, później był dyrektorem ds. pracowniczych w Hucie Głogów. Od 1999 do 2002 pozostawał pierwszym starostą powiatu lubińskiego po jego reaktywacji. W 2002 ubiegał się o prezydenturę Lubina (zajął trzecie miejsce na ośmiu kandydatów). W tych wyborach uzyskał natomiast mandat w radzie miejskiej Lubina, został jej wiceprzewodniczącym. Bez powodzenia kandydował do rady powiatu w 2006 i 2010.
7 maja 2021 pochowany na cmentarzu nowym w Lubinie.